# Östtyskland i olympiska vinterspelen 1984
Östtyskland deltog med 56 deltagare vid de olympiska vinterspelen 1984 i Sarajevo. Totalt vann de nio guldmedaljer, nio silvermedaljer och sex bronsmedaljer.

## Medaljer

### Guld
- Wolfgang Hoppe och Dietmar Schauerhammer - Bob, tvåmanna
- Wolfgang Hoppe, Dietmar Schauerhammer, Roland Wetzig och Andreas Kirchner - Bob, fyrmanna
- Katarina Witt - Konståkning
- Steffi Martin - Rodel
- Jens Weissflog - Backhoppning
- Christa Rothenburger - Skridskor, 500 meter
- Karin Enke - Skridskor, 1 000 meter
- Karin Enke - Skridskor, 1 500 meter
- Andrea Schöne - Skridskor, 3 000 meter

### Silver
- Bernhard Lehmann och Bogdan Musiol - Bob, tvåmanna
- Bernhard Lehmann, Bogdan Musiol, Ingo Voge och Eberhard Weise - Bob, fyrmanna
- Bettina Schmidt - Rodel
- Jens Weissflog - Backhoppning
- Karin Enke - Skridskor, 500 meter
- Andrea Schöne - Skridskor, 1 000 meter
- Andrea Schöne - Skridskor, 1 500 meter
- Karin Enke - Skridskor, 3 000 meter
- Frank-Peter Roetsch - Skidskytte

### Brons
- Ute Weiss - Rodel
- Jörg Hoffmann och Jochen Pietzsch - Rodel
- René Schöfisch - Skridskor, 5 000 meter
- René Schöfisch - Skridskor, 10 000 meter
- Gabi Zange - Skridskor, 3 000 meter
- Matthias Jacob - Skidskytte